# Cyrtinus fauveli
Cyrtinus fauveli là một loài bọ cánh cứng trong họ Cerambycidae.